# Thanh Khương
Thanh Khương là một phường thuộc thị xã Thuận Thành, tỉnh Bắc Ninh, Việt Nam.
Phường Thanh Khương nằm ở trung tâm vùng đất Dâu hay còn gọi là Luy Lâu, từng là thủ phủ của xứ Giao Châu (có thể gọi là kinh đô của Việt Nam thời Bắc thuộc), đồng thời là trung tâm Phật giáo lớn và cổ nhất của Việt Nam. Tại phường Thanh Khương có di chỉ thành Luy Lâu và di tích Phật giáo chùa Dâu.

## Địa lý
Phường Thanh Khương nằm ở phía tây thị xã Thuận Thành, bên con sông cổ tên là sông Dâu, từng nối sông Hồng với sông Thái Bình. Phường có vị trí địa lý:
- Phía đông giáp phường Gia Đông
- Phía tây giáp phường Trí Quả và phường Hà Mãn
- Phía nam giáp phường Hà Mãn và xã Nguyệt Đức
- Phía bắc giáp xã Đình Tổ.

Phường Thanh Khương có diện tích 4,78 km², dân số năm 2022 là 8.908 người, mật độ dân số đạt 1.863 người/km². Trên địa bàn phường có Quốc lộ 17 chạy qua.

## Hành chính
Phường Thanh Khương gồm các khu dân cư Thanh Hoài, Thanh Tương, Khương Tự, Đại Tự, Lũng Khê, Phố Dâu.

## Lịch sử
Trước Cách mạng Tháng Tám năm 1945, địa bàn phường Thanh Khương hiện nay thuộc tổng Khương Tự, huyện Siêu Loại, phủ Thuận Thành, tỉnh Bắc Ninh. Năm 1948, chính quyền thành lập xã Hạnh Phúc trên cơ sở một số làng của tổng Khương Tự. Năm 1970, xã Hạnh Phúc đổi tên thành xã Thanh Khương.
Ngày 13 tháng 2 năm 2023, Ủy ban Thường vụ Quốc hội ban hành Nghị quyết số 723/NQ-UBTVQH15 (nghị quyết có hiệu lực từ ngày 10 tháng 4 năm 2023). Theo đó, thành lập thị xã Thuận Thành và thành lập phường Thanh Khương thuộc thị xã Thuận Thành trên cơ sở toàn bộ 4,78 km² diện tích tự nhiên, 8.908 người của xã Thanh Khương.

## Giao thông
Phường Thanh Khương nằm ở vị trí trung tâm thị xã Thuận Thành, có quốc lộ 17 với 4 làn xe chạy qua. Giao thông khá thuận lợi, phường cách ngã tư Đông Côi (giao quốc lộ 38) 4 km, cách ngã tư Kiên Thành (giao quốc lộ 5) 9 km, cách chùa Bút Tháp 3 km theo tỉnh lộ 283, cách ngã tư Sủi (giao tỉnh lộ 179) 7 km, cách ngã tư Nghĩa Lộ (giao tỉnh lộ 385) 8 km theo con đường mới trải nhựa rộng rãi.
Hệ thống xe buýt: tuyến 204.

## Kinh tế
Trước đây (khoảng 2010 trở về trước) thì chỉ một số ít ở khu vực phố Dâu (giáp chợ Dâu, cầu Dâu) có dịch vụ buôn bán. Kinh tế nông nghiệp chủ đạo, những lúc nông nhàn một bộ phận lớn người dân đi làm tại các thành phố lớn, làng nghề Bát Tràng, Minh Khai, làng nghề cây giống Trâu Quỳ, thợ xây dựng...
Ngày nay, các ngành dịch vụ phát triển nhanh chóng nhất là tại khu vực gần cầu Dâu, phố Dâu, ven quốc lộ 17, khu công nghiệp Khai Sơn với khá nhiều loại hình. Tốc độ đô thị hóa khá nhanh chóng, những con đường mới trải nhựa đến tận các thôn xóm trong phường.